# Кузема, Вадим Юрьевич
Вадим Юрьевич Кузема (1962, Казахстан) — автор и исполнитель песен в стиле Русский шансон, номинант премии «Шансон года 2006».
Родился в 1962 году в Казахстане.
До 1980 года проживал в городе Лисичанске Луганской области, служил в Советской Армии, в ВДВ.
С красным дипломом закончил Донецкий политехнический институт. Кандидат в мастера спорта СССР по бадминтону. В конце 80-х работал на шахте им. Стаханова Красноармейск-уголь в должности горного мастера. В девяностых (после работы в городском комитете комсомола) годах организовал в г. Красноармейске (сейчас Покровск) телекомпанию "Тринадцатый канал", банк "Економбанк". В 1997 году эмигрировал в Германию, до этого жил в Киеве.
В августе 2000 года выпустил первый альбом «Чартер на Ганновер» (11 песен). Исполняет песни о жизни русскоязычной эмиграции. Наиболее известные песни: «Чартер на Ганновер», «Чартер на Ганновер-2», «Русские свадьбы в Германии», «Рейхстаг», «Курфюрстендамм».

## Семья
Был дважды женат. В настоящий момент разведён. Имеет четверых детей (мальчик и девочка от каждого брака).

## Дискография
- 2000 — «Чартер на Ганновер» (11 песен)
- 2001 — «Берлинские славянки» (11 песен)
- 2001 — «Цветочница» (11 песен)
- 2002 — «Переселенцы» (12 песен)
- 2002 — «Ресторанный музыкант» (14 песен)
- 2003 — «Пятая колонна» (12 песен)
- 2004 — «Дай мне вольную» (13 песен)
- 2005 — «Сколько стоит покинуть Родину» (21 песня)
- 2005 — «Русские свадьбы в Германии» (21 песня)
- 2006 — «Госпожа чужбина» (12 песен)
- 2007 — «Лейтенанты любви» (13 песен)
- 2009 — «Родная душа» (21 песня)
- 2010 — «Сколько стоит покинуть Родину» (новое звучание) (20 песен)
- 2011 — «Путана и Луна» (11 песен)
- 2012 — «Чартер на Ганновер-2»
- 2019 — «Чартер на Ганновер-3»

## Литературные произведения
- «Цена любопытства»
- «Война нервов»
- «Четыре угла на зелёной улице»
- «Дом из слов. Сборник стихов»